# Дачный (остановочный пункт, Белорусская железная дорога)
Дачный (бел. Дачны) — остановочный железнодорожный пункт Гомельского отделения Белорусской железной дороги на линии Чернигов—Новобелицкая, расположенный в садовом товариществе «имени Тимирязева» Зябровского сельсовета, что юго-восточнее Гомеля. Название из-за садового товарищества «Дачный», расположенного восточнее.

## История
Остановочный пункт был открыт на действующей ж/д линии Чернигов—Новобелицкая Юго-Западной железной дороги. На станции осуществляется (О) продажа билетов на поезда местного следования без багажных операций. На топографической карте n-36-123 по состоянию местности на 1979 год не обозначен.

## Общие сведения
Станция представлена одной боковой платформой. Имеет 1 путь. Нет здания вокзала. 

## Пассажирское сообщение
Ежедневно станция принимает бывшие пригородные поезда — поезда региональных линий эконом-класса и городских линий сообщения Кравцовка—Гомель.